# Saiko Suzuki
Saiko Suzuki alias SAICO (鈴木彩子, Suzuki Saiko, née le 29 mars 1972) est une chanteuse et auteur de J-pop, qui débute en 1990. Après une dizaine d'albums et une trentaine de singles sortis dans les années 1990, elle se renomme SAICO en 2005, probablement à la suite d'un changement de maison de disques, et recommence à sortir des disques sous ce nom.

## Discographie

### Albums
Saiko Suzuki
- 天地創造 (1990.06.21)
- 明日へつながる道 (1991.07.03)
- 19才の鼓動 (1992.03.21)
- けがれなき大人への道 (1993.07.07)
- BORO BORO (1994.04.06)
- 愛があるなら (1995.06.07)
- あの日に帰ろう (1996.03.06) (mini album)
- 24の誓い (1996.07.03)
- 罪深き英雄 (1997.08.21)
- 9 -nine (1998.10.07)
- サイコ (2000.6.21)

Compilations
- The History Of Saiko SUZUKI Vol.1 (1996.11.21)

SAICO
- CEREAL　(2005.7.27)
- Numb 　(2007.6.6)